# Lemnalia terminalis
Lemnalia terminalis är en korallart som först beskrevs av Jean René Constant Quoy och Joseph Paul Gaimard 1833.  Lemnalia terminalis ingår i släktet Lemnalia och familjen Nephtheidae. Inga underarter finns listade i Catalogue of Life.